# Popovci
Popovci su naselje u Republici Hrvatskoj u Požeško-slavonskoj županiji, u sastavu grada Pakraca.

## Zemljopis
Popovci se nalaze istočno od Pakraca, na južnim obroncima Ravne gore

## Stanovništvo
Prema popisu stanovništva iz 2011. godine Popovci su imali 10 stanovnika.
| broj stanovnika | 160   | 157   | 132   | 131   | 143   | 159   | 155   | 174   | 160   | 167   | 135   | 110   | 98    | 68    | 7     | 10    | 3     |
|                 | 1857. | 1869. | 1880. | 1890. | 1900. | 1910. | 1921. | 1931. | 1948. | 1953. | 1961. | 1971. | 1981. | 1991. | 2001. | 2011. | 2021. |